# Carolina Amaya
Carolina Amaya (El Salvador) es una periodista ambiental salvadoreña, fundadora y directora del medio de comunicación digital MalaYerba.

## Biografía
Se graduó como periodista en la Universidad de El Salvador y realizó estudios en gestión medioambiental. Fue becaria para Connectas, International Women´s Media Foundation (IWMF), Ciclos CAP y Fundación Heinrich Böll Stiftung. Trabajó diez años en www.elsalvador.com y posteriormente investigó para la revista digital GatoEncerrado.Además, ha escrito para Factum y El Salto. Es parte de la Red de Investigadores Ambientales de El Salvador, REDIA y directora general del medio MalaYerba.
Ha publicado diversos artículos relacionados con la corrupción, cambio climático y persecución de líderes ambientales por los que ha sufrido diferentes formas de acoso por parte de pandillas, así como de agentes del Estado. Esta periodista fue acusada judicialmente por la empresa a la que señaló en sus reportajes sobre la destrucción del lago de Coatepeque, en el departamento de Santa Ana, es decir, por Desarrollos Agua Caliente, relacionada con la suegra del presidente Nayib Bukele.
Según informó la periodista, con motivo de la construcción de viviendas de lujo en el cerro Afate, entre el volcán de Santa Ana y el lago de Coatepeque, se ha destruido el hábitat del cangrejo del lago, se han talado árboles de Mora, especie en extinción, y se han visto afectadas las aguas termales que dan nombre a la zona (aguas calientes). Además, se tratarían de construcciones ilegales, ya que si bien el permiso de construcción se dio en 2008, la construcción comenzó once años después, con la licencia ya caducada.La calidad del agua del lago está empeorando debido a que está siendo contaminado con toneladas de basura y heces, afectando a la vida acuática y a la salud de los habitantes de la rivera, que utilizan esta agua para consumo humano.

Como parte de la campaña de acoso para que la periodista rectificara la información, el 28 de febrero de 2023, Benjamín Amaya, padre de Carolina Amaya y líder campesino, fue detenido en el Centro Penal La Esperanza (conocido como Centro Mariona en San Salvador) bajo el régimen de excepción vigente en El Salvador desde marzo de 2022 que suspende las garantías constitucionales de las personas detenidas, como el derecho a la defensa. La Asociación de Periodistas de El Salvador (APES) relacionó este hecho con la labor periodística de Carolina y catalogó esta detención como desaparición forzada ya que después de que un tribunal le otorgara libertad condicional el Instituto de Medicina Legal no daba con su paradero en la prisión.Estos hechos fueron denunciado ante la Procuraduría para la Defensa de los Derechos Humanos:
Casualmente la captura ocurre semanas después de que ella realizara unas publicaciones periodísticas que afectan a sectores empresarias del actual Gobierno salvadoreño.
Actualmente, Amaya se encuentra en España como parte del proyecto Galicia Abriga, un programa de acogida temporal para mujeres defensoras de Derechos Humanos en riesgo debido a su trabajo como activistas.